# Религия в Гвинее-Бисау
Религия в Гвинее-Бисау
 Ислам (46,1 %) Традиционные верования (30,6 %) Христианство (18,9 %) Другие религии (4,4 %)
Религия в Гвинее-Бисау — совокупность религиозных верований, присущих народам этой страны. Большинство населения исповедует ислам, также проживает значительное количество христиан и приверженцев традиционных верований.
Ислам наиболее сконцентрирован в северной и северо-восточной частях страны. Практикующие традиционные местные религиозные верования обычно живут во всех частях страны, кроме северных. Христиане в основном проживают в прибрежных районах и принадлежат к Римско-католической церкви и различным протестантским конфессиям. Христиане сосредоточены в Бисау и других крупных городах.

## Ислам

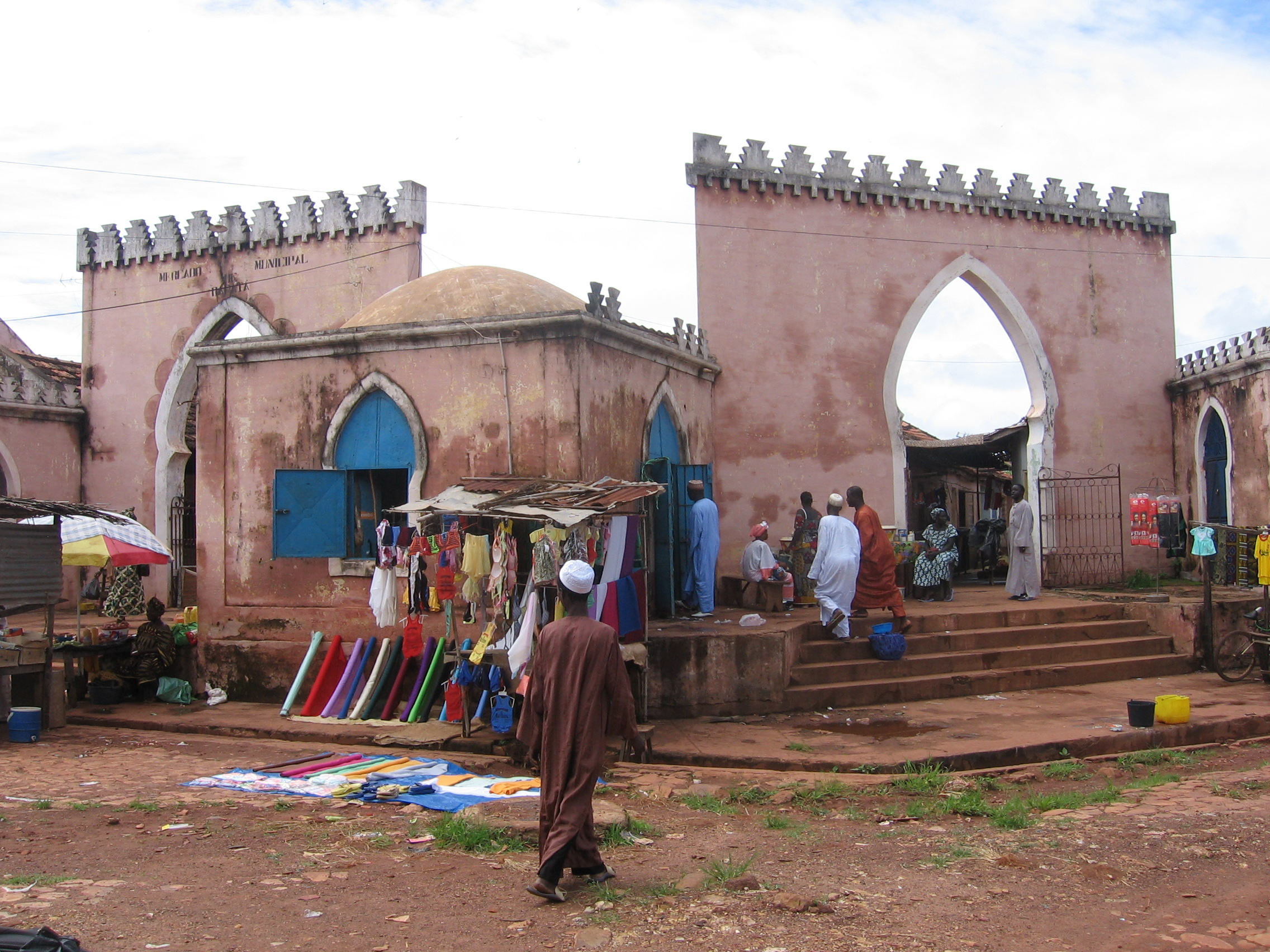
Мечеть в Бафате, Гвинея-Бисау.

Ислам получил распространение на территорию Гвинеи-Бисау в конце XI века с транссахарскими торговцами. Первоначальный рост ислама был ограничен правителями и торговой элитой Гвинеи-Бисау. Основное распространение ислама среди обольшинства населения произошло в XVIII-XIX веках, после вторжения королевства Биафада и волн джихада фулани, прибывших с севера во главе с Мусой Ибрагимом, Ибрагимом Сори, Эль-Хадж Умаром Таллом и Коли Тенгуэллой.
В наше время большинство мусульман Гвинеи-Бисау исповедуют ислам суннитского толка и следуют суфийским обрядам. Ислам наиболее широко исповедуют этнические группы фула, сонинке, сусу и мандинка, которые обычно живут на севере и северо-востоке страны.

## Христианство

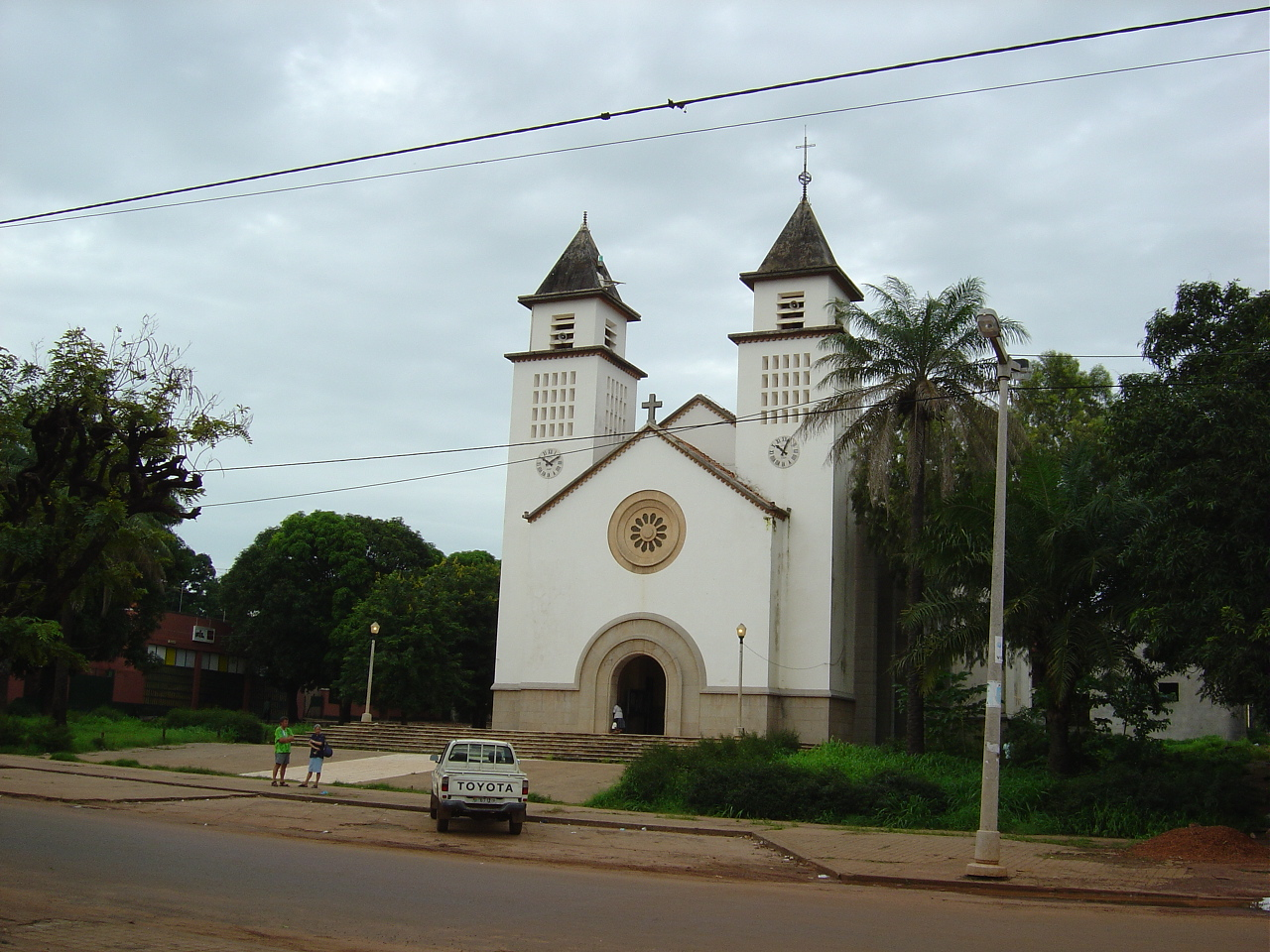
Церковь в Бисау

Христианство пришло в прибрежные районы Гвинею-Бисау с португальскими торговцами и миссионерами в XV веке. Хотя активная миссионерская деятельность началась только в XX веке. В 1977 году на территории Гвинеи-Бисау была создана епархия римо-католической церкви. Протестантская миссия прибыла в Гвинею-Бисау в 1939 году, а евангелические церкви действовали на протяжении второй половины XX века. 
Христианские миссии стали объектом нападения и убийств во время гражданской войны 1999 года.
Согласно переписям населения Гвинеи-Бисау 1991 и 2009 годов, количество людей исповедующие христианство выросли с 15% в 1991 до 22,1% в 2009 году. При этом христианство по-прежнему сосредоточено в прибрежных районах страны. Несмотря на то, что большая часть христианской общины Гвинеи-Бисау принадлежит к католицизму, в последние годы наблюдается значительный рост протестантов и евангелистов, особенно среди анимистического населения, из-за их миссионерской деятельности. По оценкам, к 2050 году в стране будет более 30% христиан в результате обращения многих коренных народов в христианство.